# نظم كهروميكانيكية مايكروية احيائية

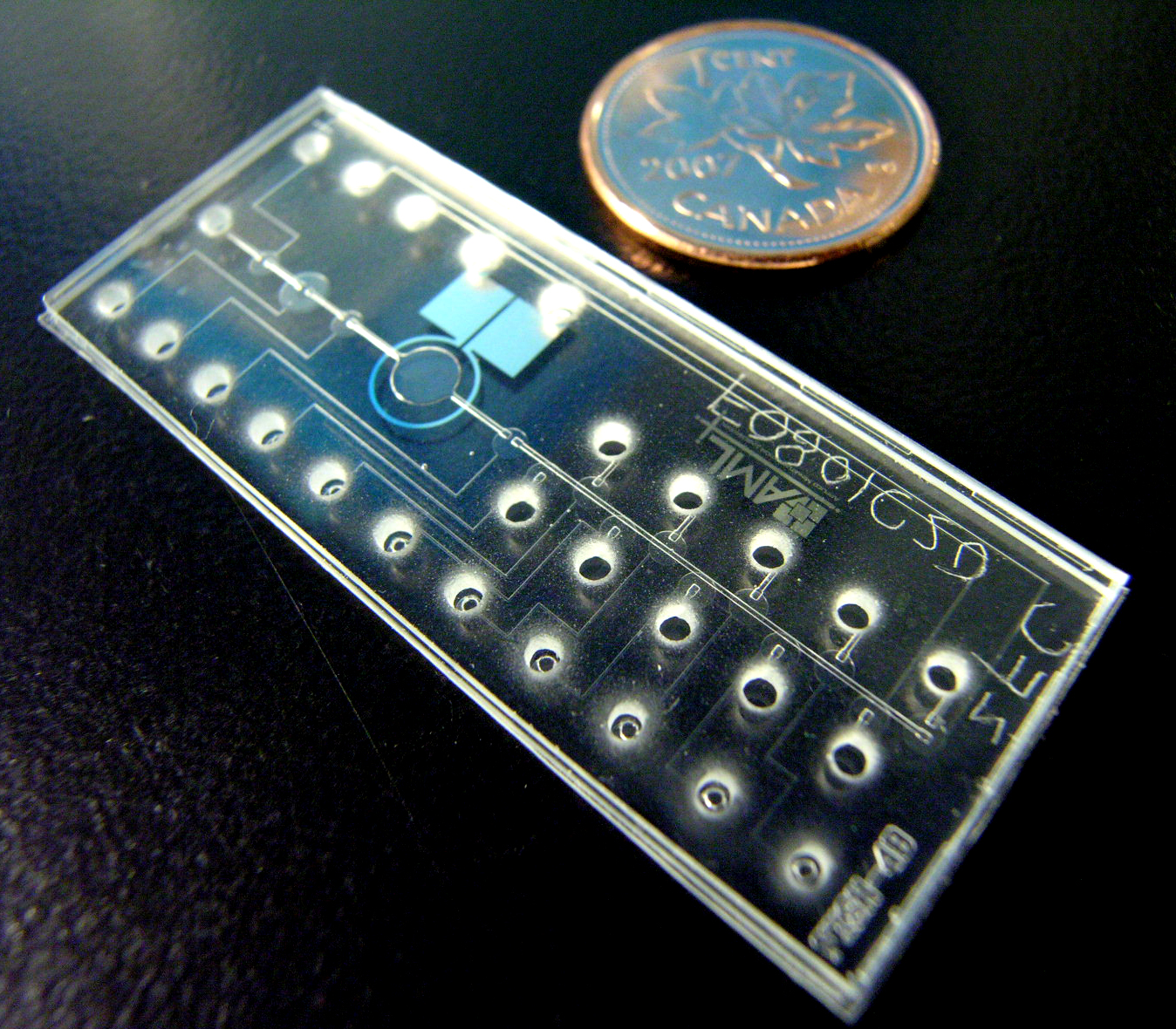

نظم كهروميكانيكية مايكروية احيائية أو (البايو ممس) (البايو ممس) وهي فئة خاصة من الممس (أو نظم كهروميكانيكية صغرى)، حيث المادة الاحيائية يتلاعب بها بالتحليل والقياس لاي غرض من أغراض الدراسة العلمية.
هذا النوع من الأجهزة ينتمي إلى واحدة من أكثر المجالات العلمية المثيرة للتنمية على أساس التقانة المايكروية microtechnology.
و من أهم التطبيقات البيولوجية الموجودة في (البايو ممس) هي : الطبية الحيوية والبيولوجية والتحليل والقياس، وتحليل النظم الصغيرة.